# Chiesa di Sant'Antonio Abate (Ischia)
La chiesa di Sant'Antonio Abate è una chiesa di Ischia, che dà nome all'omonima frazione. È stata costruita nel Seicento.